# Neivamyrmex gracilis
Neivamyrmex gracilis är en myrart som beskrevs av Borgmeier 1955. Neivamyrmex gracilis ingår i släktet Neivamyrmex och familjen myror. Inga underarter finns listade i Catalogue of Life.